# کانون موسیقی مکه
کانون موسیقی مکه یکی از کانون‌های معتبر موسیقی‌است که پس از ظهور اسلام در شهر مکه پدید آمد. هر چند تاریخ بربطنوازی در مکه به اندکی پیش از اسلام می‌رسد. نوازندگان معروفی از قبیل ابن مسجح، ابن سریج، عبدالملک، عبیدالله ابجر و غیره در این کانون فعالیت داشته‌اند. سرچشمه رواج آواز خوانی و بربط‌نوازی در مکه موسیقی ایرانی بوده‌است.